# اخلاق کلان داده‌ها
اخلاق در کلان داده ها که به عنوان اخلاق داده های ساده نیز شناخته می شود ، به سیستم سازی ، دفاع و توصیه رفتارهای درست و غلط در رابطه با داده ها ، به ویژه داده های شخصی اشاره دارد. از زمان ظهور اینترنت ، تعداد و کیفیت مطلق داده ها به طرز قابل توجهی افزایش یافته است و این رشد به صورت تصاعدی همچنان ادامه دارد. داده های کلان، به معنی مقدار زیاد داده که بسیار حجیم و پیچیده است می باشد به طوری که نرم‌افزار پردازش داده های سنتی قادر به پردازش آنها نیست. نوآوری های اخیر در تحقیقات پزشکی و مراقبت های بهداشتی ، مانند توالی یابی ژنوم با توان بالا ، تصویربرداری با وضوح بالا ، سوابق الکترونیکی بیمار و انبوهی از دستگاه های بهداشتی متصل به اینترنت ، حجم بزرگی از داده ها را ایجاد کرده است که در آینده نزدیک بزرگتر هم خواهد شد. اخلاق در داده ها با افزایش مقدار داده ها به دلیل مقیاس تأثیر ، اهمیت بیشتری نیز می یابد.
اخلاق کلان داده با اخلاق اطلاعات متفاوت است زیرا تمرکز اخلاق اطلاعات بیشتر به موضوعات مالکیت معنوی و نگرانی های کتابداران ، بایگانی ها و متخصصان اطلاعات مربوط می شود ، در حالی که اخلاق کلان داده ها بیشتر به جمع آوری کنندگان و پخش کنندگان داده های ساختاریافته یا غیر ساختاری مربوط می شود مانند کارگزاران داده ، دولت ها و شرکت های بزرگ.

## اصول
اخلاق داده ها مربوط به اصول زیر است
1. مالکیت - افراد مالک داده های خود هستند.
2. شفافیت معامله - اگر از داده های شخصی یک فرد استفاده می شود ، آن فرد باید به طرح الگوریتم مورد استفاده برای تولید مجموعه داده های کل دسترسی داشته باشند.
3. موافقت - اگر شخص حقیقی یا حقوقی مایل به استفاده از داده های شخصی باشد ، باید رضایت آن شخص آگاهانه و صریحاً اعلام شود و مشخص شود که این رضایت درباره استفاده از داده های شخصی برای چه کسی ، چه زمانی و برای چه هدفی از طرف صاحب داده ابلاغ شده است.
4. حریم خصوصی - در صورت انجام معاملات داده ها ، تمام تلاش منطقی برای حفظ حریم خصوصی افراد در باب اطلاعات شخصی لازم است.
5. پول- افراد باید از معاملات مالی ناشی از استفاده از اطلاعات شخصی و مقیاس این معاملات آگاه باشند.
6. بازبودن - مجموعه داده های کل باید آزادانه در دسترس باشد

### مالکیت
چه کسی مالک داده است؟ مالکیت شامل تعیین حقوق و تکالیف مربوط به اموال مالک است. مالکیت داده به معنی توانایی شخص در کنترل و محدود کردن اشتراک داده های خود می باشد. اگر شخصی مشاهدات خود را بر روی شخص دیگری که صاحب این مشاهدات است ثبت کند؟ مالک داده ناظر است یا شخص مشاهده شده؟ ناظر و مشاهده شده چه وظایفی نسبت به یکدیگر دارند؟ از آنجا که مشاهده افراد و افکار با وجود اینترنت مقیاس گسترده و سیستماتیکی یافته است ، پاسخ دادن به این سوالات اهمیت بیشتری پیدا می کنند. برده داری ، مالکیت یک شخص ، در تمام کشورهای شناخته شده غیرقانونی است. مسئله مالکیت داده های شخصی در بین مالکیت شرکتی ، مالکیت معنوی و برده داری در یک قلمرو ناشناخته قرار می گیرد. چه کسی دارای هویت دیجیتال است؟
آیین نامه عمومی حفاظت از داده ها در قوانین اروپا، نشان می دهند که افراد اطلاعات شخصی خود را دارند.
داده های شخصی به مجموعه داده هایی گفته می شود که شخص را توصیف می کنند ، از ویژگی های جسمی گرفته تا اخلاقیات و رفتار او. مثالهایی از داده های شخصی عبارتند از: عادت های رانندگی از طریق ردیاب های اتومبیل ، سوابق تلفن همراه و سلامت ، فعالیت تناسب اندام ، تغذیه ، استفاده از مواد ، ضربان قلب ، الگوی خواب و سایر علائم حیاتی. مجموعه داده های شخصی یک فرد یک هویت دیجیتالی را تشکیل می دهد. یک هویت دیجیتالی تمام داده های شخصی ما را تحت‌الشعاع قرار می دهد و نمایانگر خود جسمی و ایدئولوژیکی ما است.تفاوت بین دسته های داده همیشه مشخص نیست. به عنوان مثال ، داده های سلامت و داده های بانکی به هم پیوند خورده اند زیرا رفتار و سبک زندگی را می توان از طریق داده های بانکی استنباط کرد و برای پیش بینی خطر بیماری مزمن بسیار ارزشمند است. بنابراین ، داده های بانکی نیز داده های بهداشتی است. داده های بهداشتی می توانند میزان هزینه شخصی برای مراقبت های بهداشتی را نشان دهند ، بنابراین داده های بهداشتی نیز داده های بانکی است. این همپوشانی ها بین سایر دسته های داده نیز وجود دارد ، به عنوان مثال ، داده های مکان ، داده های مرور اینترنت ، داده های مالیاتی اساساً مربوط به افراد است.
حمایت از حقوق اخلاقی فرد مبتنی بر این دیدگاه است که داده های شخصی بیان مستقیم شخصیت فرد است: بنابراین حقوق اخلاقی برای هر فرد، شخصی است و به شخص دیگری منتقل نمی‌شود مگر با وصیت نامه هنگام فوت فرد . حقوق اخلاقی یعنی حق شناسایی فرد به عنوان منبع داده و حق اعتراض به هرگونه تحریف یا حذف قسمتی از داده ها که به افتخار یا شهرت وی آسیب برساند. این حقوق اخلاقی داده های شخصی، دائمی و همیشگی است.
یکی از مولفه های اصلی مالکیت اطلاعات شخصی ، دسترسی منحصر به فرد و کنترل شده به اطلاعات یعنی انحصار فردی است. مالکیت به معنای انحصار است ، به ویژه با مفاهیم انتزاعی مانند ایده ها. داشتن یک نسخه ساده از داده های خود کافی نیست. دیگران نیز باید در دسترسی به آنچه مربوط به آنها نیست محدود شوند. دانستن اینکه دیگران چه داده هایی را نگه می دارند کاری تقریباً غیرممکن است. روش ساده تر این است که خود را در اطلاعات بیهوده قرار دهید. برای اطمینان از اینکه شرکت ها یا موسسات کپی ندارند ، می توان نویز ارسال کرد تا داده های موجود در آنها اشتباه گرفته شود. به عنوان مثال ، یک ربات می تواند به طور تصادفی عباراتی را جستجو کند که معمولاً داده های بدست آمده توسط موتور جستجو را از طریق سردرگمی بی فایده می کند (نگاه کنید به: مرا دنبال نکنید توسط دانشگاه نیویورک).
مالکیت بر توانایی انتقال راحت داده ها از یک سرویس به سرویس دیگر یعنی قابل حمل بودن داده ها نیز تأکید دارد. هنگامی که داده ها متعلق به کسی باشد ، آن شخص می تواند در صورت عدم رضایت از خدمات ، داده های شخصی خود را به سادگی حذف کرده و به سایت دیگری ببرد. قابلیت انتقال راحت برای افراد یعنی بدون از دست دادن مجموعه داده های تاریخی و مکالمات شخصی ، افراد بتوانند به گزینه های دیگری روی بیاورند. به عنوان مثال ، ممکن است شخصی انتخاب کند که به یک برنامه پیامرسانی جایگزین برود ، و این بدون از دست دادن سابقه مکالمه ها و مخاطبین قبلی امکان پذیر است. تعویض خدمات بدون دردسر برای افراد یعنی اینکه صاحبان این خدمات به جای قفل کردن آنها از طریق ناسازگاری با گزینه های دیگر ، باید مشتریان را با ارائه خدمات خوب راضی نگه دارند.
برای قابلیت جابجایی ، بیان داده باید به گونه ای استاندارد شود که این اتفاق بی وقفه رخ دهد. به عنوان مثال ، توصیف واحد به عنوان "کیلوگرم" به جای حالت اختصاری کیلوگرم به این معنی است که روبات ها آنها را متفاوت تشخیص می دهند ، گرچه یکسان هستند. این تغییرات کوچک می تواند منجر به داده های نامرتب شود که به راحتی قابل ترکیب یا انتقال به سیستم جدیدی نیستند چون سیستم نمی‌تواند آنها را تشخیص دهد. در حال حاضر ، اپل اظهار داشته است که آنها خدمات محرمانه ای را ارائه می دهند ، اما استخراج داده ها از سیستم های اپل دشوار است و این امر انتقال به یک گزینه دیگر را دشوار می کند. در چارچوب معاملات داده های شخصی ، بیان داده ها برای قابلیت حمل آسان با کلیک یک دکمه استاندارد می شود. در استاندارد سازی، ایجاد مکانیزم هایی برای تمیز کردن داده ها، توازن اعتبار داده ها را تسهیل می کند. با پیوستن به چندین منبع ، فرد می تواند داده های اشتباه یا وارد شده به دروغ را شناسایی کند.
چه کسی امروز صاحب داده است؟ امروزه داده ها کنترل می شوند و بنابراین متعلق به صاحب سنسورها هستند. فردی که ضبط را انجام می دهد یا نهادی که صاحب حسگر است به طور پیش فرض اتفاقاتی را که برای این داده ها رخ می دهد کنترل می کند. به عنوان مثال ، بانک ها داده های بانکی ، محققان داده های تحقیق و بیمارستان ها داده های سوابق بهداشتی را کنترل می کنند. به دلایل تاریخی ، سناریوی فعلی به گونه ای است که موسسات تحقیقاتی بخشی از یک داده را تحلیل می کنند که بخشی از یک فرد را توصیف می کند. داده های تحقیقات بهداشتی در اروپا به صورت پراکنده و تحت کنترل نهادهای مختلف وجود دارد. دسته های داده اغلب بیشتر از اینکه داده ها را توصیف کنند بیشتر در مورد افرادی هستند که این داده ها را کنترل می کنند. در حالی که اینترنت متعلق به هیچ کس نیست ، شرکت ها با استفاده از جمع آوری داده ها ، موتورهای جستجو و ابزارهای ارتباطی ، می توانند بسیاری از داده های شخصی را کنترل کنند و ارزش ایجاد کنند. به طور پیش فرض ، به عنوان یک عارضه جانبی برای داشتن دارایی معنوی که ابزارهای اینترنتی را تشکیل می دهد ، این شرکت ها هویت دیجیتال ما را به عنوان ماده اولیه خدمات ارائه شده به شرکت های دیگر با سود جمع آوری کرده اند. بیشتر داده های جمع آوری شده از طریق خدمات اینترنتی ، داده های شخصی است که افراد را توصیف می کند. به طور سنتی ، پزشکی داده ها را در اطراف فرد سازمان می دهد زیرا درک سلامتی را امکان پذیر می کند. هنگام مطالعه اپیدمیولوژی ، داده های گروه ها هنوز در اطراف فرد سازمان یافته است. بسیاری از فرایندهایی که با کارآیی بیشتری انجام می شوند ، به افراد و پویایی گروه مربوط می شوند. با این حال ، داده ها لزوماً در اطراف فرد سازماندهی نمی‌شوند ، بلکه داده ها توسط صاحب سنسورها کنترل می شوند.
در چین ، دولت تا حد زیادی مالک داده است. در یکی از استان های چین از داده ها برای تولید نمره شاخص اجتماعی به ازای هر شخص بر اساس رفتار فردی آنلاین و آفلاین ، مانند پیاده روی یا مقدار دستمال توالت استفاده شده در یک دستشویی عمومی استفاده شد. شاخص اجتماعی دسترسی به خدمات عمومی خاص را برای هر فرد تعیین می کند.

## شفافیت معامله
نگرانی هایی در مورد چگونگی ادغام تعصبات در طراحی الگوریتم و در نتیجه سرکوب سیستماتیک مطرح شده است. طراحی الگوریتم باید به طور شفاف فاش شود. تمام تلاش معقولانه باید انجام شود تا اختلافات بین افراد و گروه ها بدون در نظر گرفتن برابری مورد توجه قرار گیرد. طراحی الگوریتم باید فراگیر باشد.
از نظر حکمرانی ، اخلاق کلان داده ها مربوط به این است که کدام نوع استنباط و پیش بینی باید با استفاده از فناوری های کلان داده مانند الگوریتم ها انجام شود.
حاکمیت پیش بینی به معنی استفاده از تجزیه و تحلیل داده ها برای پیش بینی و ارزیابی رفتارهای احتمالی در آینده است. این موضوع پیامدهای اخلاقی دارد زیرا توانایی هدف قرار دادن گروه ها و مکان های خاص را دارد که می تواند تعصب و تبعیض را تشویق کند. به عنوان مثال ، پلیس پیش بینی برخی گروه ها یا محله ها را برجسته می کند که باید بیشتر از دیگران تحت نظارت قرار گیرند که منجر به تحریم بیشتر در این مناطق می شود و نزدیکتر است نظارت برای کسانی که دارای مشخصات مشابه با کسانی هستند که مجازات می شوند.
اصطلاح "خزش کنترل" به داده هایی گفته می شود که با هدف خاصی تولید شده اند اما دوباره مورد استفاده قرار می گیرند. این رویه با داده های صنعت هواپیمایی دیده می شود که برای پروفایل و مدیریت خطرات امنیتی در فرودگاه ها دوباره مورد استفاده قرار گرفته است.
در رابطه با داده های شخصی ، فرد حق دارد بداند:
1. چرا داده ها جمع آوری می شوند؟
2. چگونه از آن استفاده می شود؟
3. چه مدت ذخیره می شود؟
4. چگونه می تواند توسط فرد مربوط اصلاح شود؟

نمونه هایی از کاربردهای اخلاقی معامله داده ها عبارتند از:
- اهداف قانونی: تمام جمع آوری و استفاده از داده های شخصی توسط دولت باید کاملاً شفاف باشد و تحت مجوز رسمی باشد که قبل از جمع آوری داده ها مورد مذاکره قرار گرفته است. این قرارداد مدنی بین فرد و مقامات مسئول شرایطی را تعیین می کند که در آن فرد طبق اصول شفافیت فوق استفاده از داده های خود را به مقامات مسئول مجوز می دهد.
- اهداف اجتماعی: همه موارد استفاده فردی از داده ها برای اهداف اجتماعی باید انتخاب باشند نه انصراف. آنها باید از اصول شفافیت پیروی کنند.
- جرم: برای پیشگیری از جرم ، یک مجموعه صریح از اصول کلی برای برداشت و استفاده از داده های شخصی باید ایجاد و به طور گسترده تبلیغ شود. هیئت حاکمه دولت باید این اصول را در نظر گرفته و تصویب کند.
- تجارت: داده های شخصی مورد استفاده برای اهداف تجاری متعلق به فرد است و ممکن است بدون مجوز توسط شخص تعیین کننده همه موارد مجاز استفاده نشود. این شامل داده های جمع آوری شده از همه وب سایت ها ، بازدید از صفحه ، انتقال از یک سایت به سایت دیگر و سایر فعالیت های اینترنتی است. افراد حق دارند تصمیم بگیرند که چگونه و از کجا و در صورت استفاده از داده های شخصی آنها برای اهداف تجاری ، به صورت موردی یا طبقه ای تصمیم بگیرند.
- تحقیق: داده های شخصی مورد استفاده برای اهداف تحقیق متعلق به فرد است و باید تحت شرایط فرم رضایت شخصی که کلیه اصول شفافیت ذکر شده در بالا را دارد ، از کاربر مجوز داشته باشد.
- اهداف خارج قانونی: داده های شخصی فقط با موافقت قبلی صریح صاحب حقوق می تواند برای اهداف خارج از قانون استفاده شود.

## رضایت
اگر شخص حقیقی یا حقوقی مایل به استفاده از داده های شخصی باشد ، باید رضایت آگاهانه و صریحاً اعلام شده درباره اینکه اطلاعات شخصی به چه کسی ، چه زمانی و برای چه هدفی از سوژه داده منتقل می شود ، لازم باشد. موضوع اطلاعات حق دارد بداند چگونه از داده های آنها استفاده شده است
از معامله داده نمی توان به عنوان یک تراکنش چانه زنی برای موضوع رضایت نامه غیرمرتبط یا زائد استفاده کرد ، به عنوان مثال ، هنگام تلاش برای تماس تلفنی با یکی از اقوام ، توصیه های بازاریابی را بهبود ببخشید. اگرچه خدماتی وجود دارد که در آنها به اشتراک گذاری داده نیاز است ، اما این معاملات نباید اغراق آمیز باشد و باید در چارچوب متناسب باشد. به عنوان مثال ، یک فرد برای دریافت توصیه های پزشکی کافی نیاز به اشتراک اطلاعات دارد ، با این حال ، داده های پزشکی به طور خودکار نیازی به مراجعه به یک ارائه دهنده بیمه درمانی ندارند. درنهایت به عهده شخص می آید که درباره داده های خود تصمیم بگیرد. اینها معاملات داده ای جداگانه ای هستند که به همین ترتیب باید با آنها برخورد شود. موافقت ضمنی پذیرش انتقال مالکیت داده ها به دلیل استفاده از برنامه چت معتبر محسوب نمی‌شود.
دامنه و میزان کامل معامله باید به طور واضح برای فردی که باید فرصت معقول داشته باشد تا در فرایند ارزیابی اینکه آیا مایل به انجام معامله هستند ، داده شود. زمان بندی بسیار مهم است. به عنوان مثال .. این مسائل باید در یک لحظه آرام و با زمان انعکاس بررسی شوند ، نه در لحظه خرید فوری یا وقوع یک فوریت پزشکی
اجازه باید در قالبی صریح و ضمنی داده شود. فقط به این دلیل که برنامه ای برای گپ زدن انتخاب شده است ، به این معنی نیست که دسترسی به لیستی از مخاطبین مورد نیاز است. دکمه ای که برای دادن اجازه کلیک می شود نباید به گونه ای طراحی شود که رفتار خودکار انتخاب شود. به عنوان مثال ، در گزینه های دودویی اگر یک دکمه کوچکتر از دکمه دیگر باشد ، یا اگر یک دکمه در طراحی و دیگر می پرد بیرون ، یا اگر یک دکمه به چندین کلیک نیاز دارد در حالی که دکمه دیگر با یک کلیک است.
در حالی که شخص می تواند در مورد یک موضوع کلی رضایت خاطر داشته باشد که به طور مداوم باشد ، پس گرفتن این مجوز برای معاملات بعدی همیشه باید امکان پذیر باشد. به همین ترتیب ، برای تأیید فعالیت جنسی ، پس گرفتن رضایت قبلی برای معاملات داده ای عملی نیست. به عنوان مثال ، این امکان برای فرد وجود دارد که رضایت دهد از داده های شخصی خود برای هر علتی که باعث پیشرفت درمان بیماری های قلبی عروقی می شود تا اطلاع بعدی رضایت دهد. تا زمانی که انسان نظر خود را تغییر دهد ، این معاملات بدون دخالت انسان می توانند به صورت یکپارچه ادامه داشته باشند.
رضایت پویا در زمینه بهداشت و تحقیقات ژنومی ممکن است از نظر موارد ذکر شده در بالا ، رضایت مناسب تری نسبت به رضایت یک باره یا گسترده داشته باشد.

## حزیم شخصی
در صورت وقوع معاملات داده ها ، برای حفظ حریم خصوصی باید تمام تلاش معقولانه صورت گیرد.
1. "هیچ کس نباید مورد دخالت خودسرانه در حریم خصوصی ، خانواده ، خانه و یا نامه نگاری وی قرار گیرد و همچنین به آبرو و حیثیت وی تعرض ننماید. هرکس حق دارد از قانون در برابر چنین دخالت ها یا حملاتی محافظت کند." - اعلامیه حقوق بشر سازمان ملل متحد ماده 12

چرا حریم خصوصی مهم است؟ داده ها برای کارآیی بیشتر سیستم ها مفید هستند. با این حال ، تعیین هدف نهایی این کارایی در ارزیابی میزان استفاده اخلاقی از داده ها ضروری است.
استفاده از نظارت بر داده ها توسط دولت برای مشاهده شهروندان نیاز به مجوز صریح و روشن توسط روند قضایی مناسب دارد. احتمالاً حتی مشاهده تعداد نسبتاً کمی مجرم به صورت دستی و نه ردیابی جمعیت نسبتاً زیاد ، بسیار کارآمدتر خواهد بود. مشاهده پتو توسط ساکنان توسط دولت ها و شرکت های بزرگ ملی پوش یک دامنه لغزنده به سبک حکومتی اورولی است. حریم خصوصی مربوط به حفظ اسرار نیست ، بلکه مربوط به انتخاب ، حقوق بشر ، آزادی و آزادی است. به عنوان مثال ، به اشتراک گذاشتن داده های پزشکی با پزشک با این تفاهم که از آنها برای بهبود سلامتی استفاده خواهد شد ، از نظر اخلاقی صحیح است ، حتی اگر پزشک این داده ها را به پزشک دیگری نشان دهد. با این حال ، هنگامی که داده های مشابه با سیستم بهداشت ملی انگلیس و شرکت هوش مصنوعی DeepMind گوگل با یک آژانس بازاریابی به اشتراک گذاشته می شود ، پیامدهای اخلاقی نامشخص تر هستند (Google DeepMind و مراقبت های بهداشتی در عصر الگوریتم های جولیا پولز و هال هادسون) . حریم خصوصی در مورد انتخاب زمینه است. چه داده هایی ، با چه کسی ، برای چه هدفی و چه زمانی به اشتراک گذاشته می شود. در حال حاضر حریم خصوصی اعمال نمی‌شود زیرا قدرت شخصی و ثروت حاصل از این کار به عنوان یک عامل بازدارنده برای شرکت های خصوصی و دولت ها عمل می کند. همچنین ، استفاده از داده ها برای اندازه گیری تأثیر اجتماعی واقعی می تواند ناکارآمدی را نشان دهد که برای سیاستمداران درگیر یا ادعاهای شرکت ها ناخوشایند است.
بحث عمومی در مورد حریم خصوصی اغلب به طور ناعادلانه در یک انتخاب دودویی بیش از حد ساده بین حریم خصوصی و پیشرفت علمی پنهان می شود. کمپین های بازاریابی حتی منتقدان جمع آوری متمرکز داده ها را به دلیل مقاومت در برابر پیشرفت و حفظ گذشته ، کنار گذاشته اند. با این حال ، منافع حاصل از پیشرفت علمی از طریق داده ها می تواند به روشی مطابق با ارزش های حریم خصوصی به دست آید ، همانطور که در طول تاریخ در تحقیقات اپیدمیولوژیک مشاهده شده است. استخراج ارزش از داده ها بدون به خطر انداختن حریم خصوصی هویت قطعاً از نظر فنی امکان پذیر است. به عنوان مثال ، با استفاده از رمزنگاری همومورفیک و طراحی الگوریتمی که مهندسی معکوس را دشوار می کند.
رمزنگاری همومورفیک امکان اتصال زنجیره ای از سرویس های مختلف را فراهم می کند بدون اینکه داده ها در معرض هر یک از سرویس ها قرار گیرد. حتی مهندسان نرم‌افزاری که روی نرم‌افزار کار می کنند نمی‌توانند کاربر را نادیده بگیرند. طرح های رمزنگاری همومورفیک از نظر طراحی قابل انعطاف هستند ، بدین معنی که می توانند در محیط رایانش ابری استفاده شوند و در عین حال از محرمانه بودن داده های پردازش شده اطمینان حاصل کنند. این روش اجازه می دهد تا محاسبات تحلیلی بر روی متن رمزگذاری شده انجام شود ، بنابراین نتایج رمزگذاری شده ای ایجاد می شود که ، هنگام رمزگشایی ، با نتایج عملیات انجام شده در متن ساده مطابقت دارند.
نتایج تجزیه و تحلیل را می توان به گونه ای ارائه کرد که بدون هدف به خطر انداختن حریم خصوصی هویت مناسب باشد. به عنوان مثال ، فروش داده ها مبنی بر اینکه "20٪ آمستردام برای صبحانه موسلی می خورد" ارزش تحلیلی داده ها را بدون به خطر انداختن حریم خصوصی منتقل می کند ، در حالی که گفته می شود "آنا صبحانه موسلی می خورد" حریم خصوصی را حفظ نخواهد کرد. طراحی الگوریتمی و اندازه گروه نمونه برای به حداقل رساندن ظرفیت معکوس کردن آمار مهندس و ردیابی افراد هدفمند بسیار مهم است. یک راه حل فنی برای مهندسی معکوس معیارهای کل ، معرفی نقاط داده جعلی مربوط به افراد ساخته شده است که نتیجه نهایی را تغییر نمی‌دهند ، به عنوان مثال درصد گروهی که میسلی می خورند.
حریم خصوصی به عنوان محدودیتی در استفاده از داده ها ارائه شده است که می تواند غیراخلاقی نیز تلقی شود.  به عنوان مثال ، به اشتراک گذاری داده های مراقبت های بهداشتی می تواند علل بیماری ها ، اثرات درمان ها را روشن کند ، و می تواند تجزیه و تحلیل های متناسب با نیازهای افراد را امکان پذیر کند. این امر از حیث اهمیت اخلاقی در زمینه اخلاق کلان داده هاست زیرا اگرچه بسیاری از آنها به حریم خصوصی اهمیت می دهند اما امکانات اشتراک داده ها نیز بسیار ارزشمند است ، هرچند ممکن است با برداشت شخص از حریم خصوصی مغایرت داشته باشد. نگرش علیه به اشتراک گذاری داده ها ممکن است ناشی از از دست دادن درک کنترل داده ها و ترس از بهره برداری از داده های شخصی باشد. با این حال ، استخراج مقدار داده بدون به خطر انداختن حریم خصوصی امکان پذیر است.
برخی از محققان مانند جاناتان اچ کینگ و نیل ریچاردز در حال بازتعریف معنای سنتی حریم خصوصی هستند و برخی دیگر سوال می کنند که آیا حریم خصوصی هنوز وجود دارد یا خیر.  در مقاله ای در سال 2014 برای Wake Forest Law Review ، کینگ و ریچارد استدلال می کنند که حریم خصوصی در عصر دیجیتال را نمی توان از نظر رازداری بلکه از نظر مقرراتی که استفاده از اطلاعات شخصی را کنترل و کنترل می کند ، درک کرد. در اتحادیه اروپا ، حق فراموش شدن به کشورهای اتحادیه اروپا این حق را می دهد که در صورت بی ربط بودن یا به روز بودن اطلاعات ، درخواست شخصی را مجبور به حذف یا قطع ارتباط داده های شخصی از پایگاه های اطلاعاتی کنند.  به گفته اندرو هوسکینز ، این قانون وحشت اخلاقی اعضای اتحادیه اروپا در مورد از بین رفتن حریم خصوصی و توانایی اداره اطلاعات شخصی در عصر دیجیتال را نشان می دهد.  در ایالات متحده ، شهروندان حق دارند داده های ارسالی داوطلبانه را حذف کنند. این بسیار متفاوت از حق فراموش شدن است زیرا بسیاری از داده های تولید شده با استفاده از فناوری ها و سیستم عامل های داده بزرگ به طور داوطلبانه ارسال نمی‌شوند. 

### واحد پول
مدل های تجاری که غول های فناوری را هدایت می کنند ، این امکان را پیدا کرده اند که هویت انسانی را به عنوان کالایی مصرف کنند. در حالی که سرویس های فنی از جمله موتورهای جستجو ، کانال های ارتباطی و نقشه ها به صورت رایگان ارائه می شوند ، ارز جدیدی که در این روند کشف شده است ، داده های شخصی است.
در مورد اخلاقی بودن دریافت پول در ازای دسترسی به داده های شخصی ، نظرات مختلفی وجود دارد. بین اهدای خون که در آنجا هیچ معامله مالی برای اهداکننده خون انجام نمی‌شود ، میزان اهدای خون عفونی کاهش می یابد. س questionsالات اضافی در مورد اینکه چه کسی باید سود حاصل از معامله داده را دریافت کند ، بوجود می آید؟

#### داده چقدر ارزش دارد؟
نرخ تبدیل داده های شخصی به پول چقدر است؟ داده باارزش است زیرا به کاربران امکان می دهد کارآمدتر از زمانی که حدس می زنند یا با استفاده از آزمون و خطا کار می کنند عمل کنند. دو عنصر داده وجود دارد که دارای ارزش هستند: روندها و زمان واقعی. جمع آوری داده های تاریخی به ما امکان می دهد بر اساس روندها پیش بینی های آینده را انجام دهیم. داده های بی درنگ ارزش می دهند زیرا اقدامات می توانند بلافاصله انجام شوند.
ارزش سرویس های فنی مانند موتور جستجو ، کانال ارتباطی و نقشه دیجیتال ، مثلاً به دلار چقدر است؟ تفاوت در ارزش بین خدمات تسهیل شده توسط شرکتهای فناوری و ارزش سهام این شرکتهای فناوری تفاوت در نرخ ارز ارائه شده به شهروند و "نرخ بازار" از ارزش داده های آنها است. از نظر علمی در این محاسبه ابتدایی سوراخ های زیادی وجود دارد: ارقام مالی شرکت های فرار از مالیات غیر قابل اعتماد هستند ، آیا درآمد یا سود مناسب تر است ، چگونه یک کاربر تعریف می شود ، تعداد زیادی از افراد برای داده ها مورد نیاز هستند ارزشمند است ، آیا برای افراد مختلف در کشورهای مختلف قیمت چند طبقه وجود دارد ، همه درآمد گوگل از Gmail نیست و غیره اگرچه این محاسبات غیر قابل انکار خام هستند ، اما این تمرین ملموس تر کردن ارزش پولی داده ها است. رویکرد دیگر یافتن نرخ تجارت داده ها در بازار سیاه است. RSA سالانه لیست خرید امنیت سایبری را منتشر می کند که از این روش استفاده می کند.  مثالهای ارائه شده فقط موارد خاص را شامل می شود ، اما اگر سود حاصل از فروش داده را به سایر حوزه ها مانند مراقبت های بهداشتی افزایش دهیم ، سود ماهانه هر فرد افزایش می یابد.
این س theال اقتصادی را مطرح می کند که آیا خدمات رایگان فناوری در ازای داده های شخصی مبادله ضمنی ارزشمندی برای مصرف کننده است؟ در مدل تجارت داده های شخصی ، به جای شرکت های فروش داده ، مالک می تواند داده های شخصی خود را بفروشد و سود خود را حفظ کند.  تجارت داده های شخصی چارچوبی است که به افراد امکان می دهد هویت دیجیتالی خود را داشته و از طریق اینترنت توافق نامه های اشتراک اطلاعات دانه ای ایجاد کنند. در معاملات داده های شخصی ، افراد به جای مدل فعلی که شرکت های فروش داده های شخصی را برای سود تحمل می کنند ، اطلاعات شخصی خود را به اشخاص شناخته شده مورد علاقه خود می فروشند و سود خود را حفظ می کنند. در هسته اصلی تلاش برای تمرکز مجدد اینترنت است. به جای مدل فعلی که شرکت های فروش داده های شخصی را برای سود تحمل می کنند ، در تجارت داده های شخصی ، افراد بطور مستقیم اطلاعات شخصی خود را مالک و آگاهانه به طرف های شناخته شده مورد علاقه خود می فروشند و سود را حفظ می کنند. تجارت اطلاعات شخصی مکانیسم چهارم را برای توزیع ثروت اضافه می کند ، سه مورد دیگر حقوق از طریق مشاغل ، مالکیت املاک و مالکیت شرکت است. اهداف نهایی مدل تجارت داده های شخصی عبارتند از: توزیع عادلانه تر منابع جهانی و گفته متعادل تر در تخصیص منابع جهانی. تجارت داده های شخصی توسط افراد در چارچوب پیشنهادی منجر به سود توزیع شده در بین مردم می شود اما همچنین می تواند عواقب اساسی بر ساختارهای قدرت اجتماعی داشته باشد. اکنون به طور گسترده ای تصدیق شده است که طراحی متمرکز داده فعلی اتاق پژواک ایدئولوژیک را تشدید می کند و پیامدهای گسترده ای در روند تصمیم گیری به ظاهر نامرتبط مانند انتخابات دارد. نرخ تبادل اطلاعات نه تنها پولی است ، بلکه ایدئولوژیک است. آیا با استفاده متمرکز از ابزارهای ارتباطی که توسط داده های شخصی آزادانه برداشت می شوند ، باید فرایندهای نهادی به خطر بیفتد؟
اگرچه در ابتدا تصور اینکه داده ها با پول مبادله می شوند واقع بینانه است ، می توان آینده ای را که داده ها برای داده ها مبادله می شوند ، تصور کرد. سناریوی "اگر شما مال خود را نشان دهید من به شما نشان خواهم داد" می تواند جایگزین پول شود. نکته مهم ، این یک سناریوی آینده است و اولین قدم تمرکز بر مبادله داده های شخصی با ارز پولی موجود است.

### بازبودن
ایده داده های باز با محوریت این استدلال است که داده ها باید آزادانه در دسترس باشند و نباید محدودیت هایی داشته باشند که استفاده از آنها را ممنوع کند ، مانند قوانین کپی رایت. تا تاریخ ۲۰۱۴ بسیاری از دولت ها به منظور شفافیت و پاسخگویی به سمت انتشار مجموعه داده های آزاد حرکت کرده اند.  این جنبش از طریق "فعالان داده های آزاد" که از دولت ها خواسته اند مجموعه داده ها را در دسترس قرار دهند تا به شهروندان اجازه دهد خودشان از داده ها معنی بگیرند و خودشان بررسی و تعادل ایجاد کنند ، مورد توجه قرار گرفته است.  کینگ و ریچاردز استدلال کرده اند که این خواستار شفافیت شامل یک تنش بین گشودگی و پنهان کاری است. 
فعالان و دانشمندان همچنین استدلال کرده اند که از آنجا که این مدل ارزیابی آزاد داده ها براساس مشارکت داوطلبانه است ، در دسترس بودن مجموعه های اطلاعاتی آزاد تاثیر دموکراتیکی بر یک جامعه دارد و به هر شهروند اجازه مشارکت می دهد.  از نظر برخی ، در دسترس بودن انواع خاصی از داده ها به عنوان یک حق و بخشی اساسی از آژانس شهروندان تلقی می شود. 
بنیاد دانش باز (OKF) چندین نوع مجموعه داده را لیست کرده است که باید توسط دولت ها ارائه شود تا واقعاً باز شوند.  OFK ابزاری به نام The Global Open Data Index (GODI) دارد که یک نظرسنجی با هدف جمع آوری اطلاعات برای بازبودن دولتها است مطابق تعریف Open . هدف GODI ارائه ابزاری برای ارائه بازخورد مهم به دولتها در مورد کیفیت مجموعه داده های باز آنها است. 
تمایل به اشتراک گذاری داده ها در افراد مختلف متفاوت است. مطالعات اولیه در مورد عوامل تعیین کننده تمایل برای به اشتراک گذاشتن داده ها انجام شده است. به عنوان مثال ، برخی اظهار داشتند که بچه های بومر کمتر از هزاره ها مایل به اشتراک اطلاعات هستند. 

## اطلاعات شخصی کودکان
والدین یا سرپرستان خردسالان مسئولیت داده های فرزندان خود را دارند. اگرچه والدین یا سرپرستان خردسالان زیر 18 سال مسئولیت داده های کودکان را دارند ، اما در ازای دریافت پول نمی‌توانند در داده های فرزندشان معامله کنند. در عوض ، معاملات داده ای فقط می تواند کمک های مالی باشد ، که این امکان را برای استفاده از داده های کودک برای زمینه هایی مانند بهداشت عمومی و آموزش فراهم می کند.

## نقش نهادها

### کشورها
حاکمیت داده ها به کنترل دولت بر داده هایی است که در داخل یک کشور تولید و جمع آوری می شود.  موضوع حاکمیت داده ها زمانی افزایش یافت که ادوارد اسنودن اطلاعات دولت آمریکا را در مورد تعدادی از دولت ها و افرادی که دولت آمریکا از آنها جاسوسی می کرد ، درز کرد. این امر بسیاری از دولت ها را بر آن داشت تا در رویکرد خود به حاکمیت داده ها و امنیت داده های شهروندان خود تجدید نظر کنند. 
J. De Jong-Chen اشاره می کند که چگونه محدودیت جریان داده می تواند مانع کشف علمی شود و این به ضرر بسیاری از کشورهای در حال توسعه است.  این امر به دلیل تنش بین دو موضوع مهم امنیت سایبری و توسعه جهانی ، به شدت مورد توجه اخلاق کلان داده است.

### بانک ها
بانک ها به عنوان حافظ ارزش در جامعه موقعیتی دارند. سیاست داده های آنها نباید رابطه اعتماد با مشتریان خود را به عنوان حافظ ارزش به خطر بیندازد. به عنوان مثال ، در یک بانک اطلاعات مربوط به یک قصاب با یک قصاب دیگر به اشتراک گذاشته می شود ، این امر می تواند رابطه اعتماد آنها را به دلیل افشای داده ها برای رقبا به خطر بیندازد.

## اخبار مربوط به اخلاق داده ها
افشاگری های ادوارد اسنودن در 5 ژوئن 2013 نقطه عطفی در بحث عمومی اخلاق داده ها بود. انتشار مداوم اسناد فاش شده ، جزئیات ناشناخته دستگاه نظارت جهانی را که توسط NSA ایالات متحده در همکاری نزدیک با سه شریک پنج چشم خود اداره می شود ، نشان داد: ASD استرالیا ، GCHQ انگلیس و CSEC کانادا.
در هلند ، بانک ING بیانیه ای عمومی در مورد اهداف آنها در مورد استفاده از داده ها ارائه داد.
رسوایی داده های فیس بوک-کمبریج آنالیتیکا شامل جمع آوری اطلاعات شخصی حداکثر بیش از 87 میلیون کاربر فیس بوک در تلاش برای تأثیرگذاری بر نظر رأی دهندگان است. هم رای گیری Brexit 2016 و هم مبارزات انتخاباتی 2015/6 سیاستمداران آمریکایی دونالد ترامپ و تد کروز به کمبریج آنالیتیکا پرداخت کردند تا از اطلاعات نقض داده ها برای تأثیرگذاری بر نظر رای دهندگان استفاده کند.

## قوانین مربوط به اخلاق داده ها
در 26 اکتبر 2001 ، در پاسخ به نگرانی گسترده ای که آمریکایی ها از حملات 11 سپتامبر احساس کردند ، قانون میهن پرست در ایالات متحده به اجرا درآمد. به طور گسترده قانون میهن پرستی راهی را برای اجازه دادن به نیروهای امنیتی برای نظارت بر شهروندان مظنون به دست داشتن در اقدامات تروریستی فراهم کرد.
در تاریخ 25 مه 2018 ، مقررات عمومی حفاظت از داده ها 2016/679 (GDPR) در سراسر اتحادیه اروپا اجرا شد. GDPR به مواردی مانند شفافیت از کنترل کننده های داده نسبت به افراد که به عنوان افراد داده گفته می شوند و نیاز به اجازه از افراد داده برای رسیدگی به داده های شخصی آنها اشاره می کند.

## اعلامیه ها ، اعلامیه ها و اتحادیه ها
چندین بیانیه در مورد اخلاق داده ها برای جمع آوری امضا از طرفداران وجود دارد.
| نام اعلامیه داده ، اعلامیه یا اتحادیه | شرح                                                                                    | نویسندگان اصلی ، ویراستاران یا حامیان مالی |
| ------------------------------------- | -------------------------------------------------------------------------------------- | ------------------------------------------ |
| Mis Datos Son Mios                    | اتحادیه داده های حقوق مصرف کننده                                                       | سازماندهی مصرف کنندگان و Usuarios          |
| دیتاواک باند                          | اتحادیه داده                                                                           | به رهبری عضو پارلمان اروپا                 |
| تادا                                  | مانیفستی که توسط شهر آمستردام تصویب شد                                                 | هیئت اقتصادی آمستردام                      |
| رهبران داده                           | ناشناخته                                                                               | ناشناخته                                   |
| مانیفست داده های کاربر                | ناشناخته                                                                               | ناشناخته                                   |
| اطلاعات من                            | 3 نویسنده اصلی که اعلامیه را به عنوان اولین قدم در جهت ایجاد جامعه برای کنفرانس نوشتند | برگزار کنندگان کنفرانس MyData              |
| مانیفست Data Ops                      | ناشناخته                                                                               | ناشناخته                                   |
| مانیفست داده های انجمن آمار سلطنتی    | ناشناخته                                                                               | انجمن آمار سلطنتی                          |